# Ziemiaństwo polskie
Ziemiaństwo polskie. Poema w 4 pieśniach – poemat opisowy Kajetana Koźmiana, pisany w latach 1802–1830.
Publikowany był we fragmentach w prasie. W 1830 ukazały się pieśni I–III, wydanie kolejnych zostało przerwane przez wybuch powstania listopadowego. Całość w zmienionej wersji ukazała się w 1839.
Poemat nawiązuje do utworów antycznych przedstawiających pracę człowieka na roli, piękno natury, uroki życia na wsi, a także przekazujących wiedzę przydatną przy pracy na roli (Prace i dni Hezjoda, Georgiki Wergiliusza). Praca, będąca fundamentem życia, wykonywana jest w harmonii z odwiecznym rytmem natury. Oprócz tego poemat, pisany po rozbiorach Polski, miał przywracać poczucie sensu istnienia, przekazywać podstawowe wartości kultury polskiej. Ziemiański dwór został wyidealizowany jako miejsce, w którym przechowywane są normy etyczne i tradycje narodowe.
Utwór Koźmiana nie zdobył jednak uznania. Doceniano walory formalne i realizację założeń klasycyzmu. Jednak utwór nie współgrał z dramatycznym położeniem Polaków i dążeniem do wyzwolenia. Adam Mickiewicz w Dziadach części III określił go jako „tysiąc wierszy o sadzeniu grochu”.